# Anton Hunkeler
Anton Hunkeler (* 6. Januar 1799 in Schötz; † 7. März 1879 in Luzern, heimatberechtigt in Schötz) war ein liberaler Schweizer Politiker.

## Biografie
Hunkeler stammte vom Gutshof Buttenberg in der schweizerischen Gemeinde Schötz ab. Als Sohn des Landwirts Josef Hunkeler holte er sich seine Bildung in den Gymnasien des Klosters Einsiedeln und in Luzern. In Eriswil absolvierte er eine Handelslehre. Ab 1823 begann er als Mitglied der Liberalen Partei Luzerns seine politische Laufbahn, zuerst als Amts-, dann als luzernischer Staatsschreiber. Bereits mit 32 Jahren sass er in den Legislativen von Stadt (Grosser Stadtrat) und Kanton Luzern (Grosser Rat). Mit 38 Jahren übernahm er Regierungsverantwortung im Kleinrat, der Exekutive des Kantons Luzern. In der Zeit von 1848 bis 1854 war er Amtsstatthalter und studierte gleichzeitig Jurisprudenz, das er im Jahre 1853 mit dem Anwaltspatent abschloss. Zur gleichen Zeit gelang ihm der Sprung in die Bundespolitik, zuerst als luzernischer Ständerat (1853–1855). Bei den Parlamentswahlen 1863 folgte die Wahl in den Nationalrat, dem er bis 1869 angehörte. Ausserdem amtete Hunkeler von 1854 bis 1857 als luzernischer Oberrichter (Appellationsgericht). Er war im Verwaltungsrat der Schweizerischen Centralbahn und als Mitglied des Initiativkomitees der Bern-Luzern-Bahn ein grosser Förderer der Eisenbahnerschliessung in der Schweiz. Er blieb ledig und als er mit 80 Jahren in Luzern starb, widmete er sein Vermögen einer Stiftung zur Förderung der Berufsausbildung junger Leute.